# HMS London (1927)
HMS London (69) (Корабль Его Величества «Лондон») — британский тяжёлый крейсер времён Второй мировой войны. Головной корабль 2-й серии тяжёлых крейсеров типа «Каунти». 11-й корабль Королевского военно-морского флота Великобритании, носивший это название.
Заложен 23 февраля 1926 года, спущен 14 сентября 1927 года, вошёл в строй 31 января 1929 года. Продан на слом 3 января 1950 года.

## Модернизация
С марта 1939 года по февраль 1941 года была проведена модернизация.
Была установлена 89-мм (3,5") поясная броня из нецементированной стали. Бортовой пояс, занимавший 2/5 длины корабля, опускался ниже ватерлинии на 2,44 м и прикрывая район энергетической установки, начинался в носу на уровне зенитных директоров и заканчивался за кормовым артиллерийским директором.
Была проведена частичная замена главной энергетической установки, установили новые, гораздо более производительные котлы и заменена часть турбоагрегатов. Запаса топлива сократился до 2800 т, в результате дальность плавания уменьшилась до 8000 морских миль на 12-узловом ходу. После реконструкции дымоходов «Лондон» имел две прямые трубы.
Носовая надстройка стала конструктивно аналогична надстройкам «лёгких крейсеров типа Фиджи», но внешне отличалась. Крейсер получил две мачты-треноги, изменена была и система размещения плавсредств.
Одноствольные 102-мм орудия MkV заменили четыре спаренных 102-мм установки MkXVI/MkXIX, располагавшиеся побортно парами на кормовой надстройке над торпедными аппаратами.
В результате увеличения нагрузки на верхней палубе стали появляться трещины и расшатавшиеся заклепки. Верхняя палуба была усилена, в результате чего нагрузка передавалась на нижнюю часть корпуса, и под ватерлинией начали появляться трещины. Чтобы исправить ситуацию, потребовались подкрепления в подводной части и ремонт, продолжавшиеся до 1943 года.

## Служба
Сразу после передачи флоту был включён в 1-ю крейсерскую эскадру Средиземноморского флота, где и числился первые 10 лет службы. После окончания модернизации в феврале 1941 года вошёл в состав Флота Метрополии. В течение 1941 года занимался конвойной деятельностью и перехватом германских торговых судов (вынудил самозатопиться 3 транспорта). В сентябре 1941 года доставил в Архангельск личных представителей президента Ф. Рузвельта — А. Гарримана и Г. Стэрди и уполномоченного английского правительства лорда У. Бивербрука. В 1942-43 годах участвовал в арктических конвоях, прикрывал переход PQ-15, PQ-17, PQ-18. После ремонта в начале 1944 года был отправлен на Дальний Восток. Участвовал в операциях британского флота у побережья Индонезии и Малайзии.
21 апреля 1949 года, двигаясь по реке Янцзы в ходе попытки выручить севший на мель британский фрегат «Аметист», вступил в перестрелку с полевой артиллерией НОАК. В ходе артиллерийской дуэли «Лондон» получил тяжёлые повреждения и был вынужден отойти, потеряв 13 человек убитыми и 30 ранеными.
События на Янцзы символизировали окончание длительного периода присутствия значительных сил иностранных государств во внутренних китайских водах. Двери в Срединную империю, широко открытые перед европейскими государствами ещё в период опиумных войн, неожиданно захлопнулись.
В том же году «Лондон» вывели в резерв, а в 1950 году продали на слом.